# Complexo de vira-lata
Complexo de vira-lata é uma expressão e conceito criada pelo dramaturgo e escritor brasileiro Nelson Rodrigues, a qual originalmente se referia ao trauma sofrido pelos brasileiros em 1950, quando a Seleção Brasileira foi derrotada pela Seleção Uruguaia de Futebol na final da Copa do Mundo em pleno Maracanã. O Brasil só teria se recuperado do choque (ao menos no campo futebolístico) em 1958, quando ganhou a Copa do Mundo pela primeira vez. O fenômeno também é referido como vira-latismo.
Para Rodrigues, o fenômeno não se limitava somente ao campo futebolístico:
| “ | Por "complexo de vira-lata" entendo eu a inferioridade em que o brasileiro se coloca, voluntariamente, em face do resto do mundo. O brasileiro é um narciso às avessas, que cospe na própria imagem. Eis a verdade: não encontramos pretextos pessoais ou históricos para a autoestima. | ” |

A expressão "complexo de vira-lata" foi popularizada pelo escritor brasileiro Nelson Rodrigues e refere-se a um sentimento de inferioridade por parte de brasileiros em relação a outros países, especialmente os desenvolvidos. Quem sofre desse complexo tende a acreditar que o Brasil, sua cultura, seu povo e suas realizações são inferiores aos de outras nações. Isso se manifesta em um pessimismo em relação ao próprio país, que é visto como incapaz de alcançar o sucesso ou a relevância no cenário internacional.
E já a palavra "vira-lata" no "complexo de vira-lata" faz referência ao cachorro vira-lata, que é um cão sem raça definida, muitas vezes visto como inferior em comparação a cães de raça pura. Nelson Rodrigues usou essa metáfora para descrever o sentimento de inferioridade que alguns brasileiros têm em relação ao seu próprio país, como se vissem o Brasil da mesma forma que muitos veem um vira-lata: como algo sem valor, inferior ou sem pedigree. Assim, o nome ressalta essa percepção negativa e a falta de autoestima associada à própria identidade nacional.

## Origens

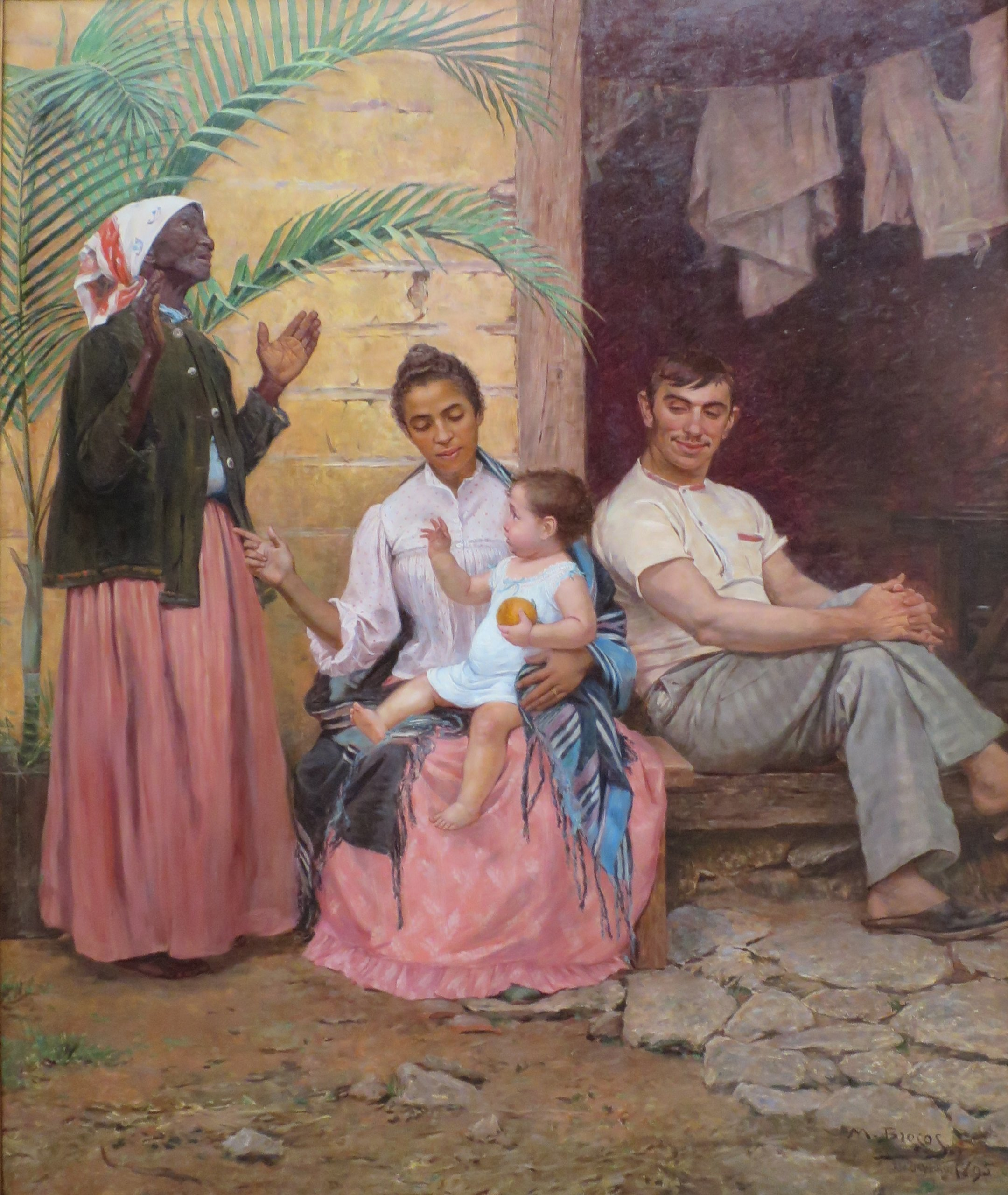
Redenção de Cam (1895), de Modesto Brocos y Gomes. Avó negra, filha mulata, genro e neto brancos: para o governo brasileiro da época, a cada geração o brasileiro ficaria mais branco.

A ideia de que o povo brasileiro é inferior a outros ou "degenerado" não é nova e data pelo menos do século XIX, quando o conde francês Arthur de Gobineau desembarcou em 1845 no Rio de Janeiro e chamou os cariocas de "verdadeiros macacos".
Nas décadas de 1920 e 1930, várias correntes de pensamento digladia Já o termo "vira-lata" no "complexo de vira-lata" faz referência ao cachorro vira-lata, que é um cão sem raça definida, muitas vezes visto como inferior em comparação a cães de raça pura. Nelson Rodrigues usou essa metáfora para descrever o sentimento de inferioridade que alguns brasileiros têm em relação ao seu próprio país, como se vissem o Brasil da mesma forma que muitos veem um vira-lata: como algo sem valor, inferior ou sem pedigree. Assim, o nome ressalta essa percepção negativa e a falta de autoestima associada à própria identidade nacional.vam-se quanto a origem desta suposta inferioridade. Alguns, como Nina Rodrigues, Oliveira Viana e Monteiro Lobato proclamavam que a miscigenação era a raiz de todos os males e que a raça branca era superior às demais.
Outros, como Roquette-Pinto, afirmavam que a inferioridade era um problema de ignorância, não de miscigenação (tese recuperada recentemente por Humberto Mariotti). Manuel Bomfim também foi um notável contestador dessa tese em seu livro A América Latina: Males de Origem.
Em 1903, Monteiro Lobato revela-se profundamente pessimista com o potencial do povo brasileiro, por ele assim definido:
| “ | O Brasil, filho de pais inferiores – destituídos desses caracteres fortíssimos que imprimem – um cunho inconfundível em certos indivíduos, como acontece com o alemão, com o inglês, cresceu tristemente – dando como resultado um tipo imprestável, incapaz de continuar a se desenvolver sem o concurso vivificador do sangue de alguma raça original. | ” |

Além da origem mestiça, os brasileiros sofreriam com o fato de viverem nos trópicos, onde o clima quente e úmido predisporia os habitantes à preguiça e à luxúria (outra tese cara na época, o determinismo geográfico, dizia que verdadeiras civilizações só podiam se desenvolver no clima temperado).
Todavia, quando Lobato publica Urupês em 1918 (onde retrata o "Jeca Tatu"), a elite brasileira caminhava para nomear outra causa para o "atraso" do país. Com a divulgação de estudos de saúde pública encomendados por Osvaldo Cruz, as más condições sanitárias vigentes no interior do país assumem a principal responsabilidade pela "falta de vigor" e pela "indolência" dos brasileiros. O sanitarismo entra na ordem do dia e o próprio Lobato se engaja no esforço de converter o Brasil num "grande hospital", nas palavras do médico Miguel Pereira. Esse engajamento atinge o ápice em 1924, quando Lobato publica a "história do Jecatatuzinho", utilizada como propaganda pelo Biotônico Fontoura. Nela, depois de curado "pela ciência", Jeca Tatu torna-se um cidadão exemplar e empreendedor, capaz até mesmo de desbancar a produção do próspero vizinho — um imigrante italiano.

### No campo científico
País conhecido por suas criações inventivas (como o aeróstato, a máquina de escrever, o avião e os automóveis bicombustíveis), o Brasil jamais teve sua produção científica reconhecida através de um prêmio Nobel (embora alguns gostem de citar Peter Brian Medawar, pelo fato dele ter nascido no Rio de Janeiro), enquanto outros países sul-americanos tais como Argentina e Venezuela, já conquistaram o seu. Até mesmo um sério candidato como Carlos Chagas em 1921, foi vítima de tamanha campanha de descrédito movida por seus pares brasileiros, que naquele ano o Nobel de Fisiologia ou Medicina não foi entregue a ninguém. Outro notável cientista brasileiro injustiçado foi César Lattes, que embora tenha participado da descoberta do píon em 1947, não foi laureado com o premio Nobel de Física, mas sim Cecil Powell, que era seu chefe e não havia participado diretamente das pesquisas.
O neurobiólogo Sidarta Ribeiro lembra que somente em 15 de novembro de 2007 um brasileiro, o neurocientista Miguel Nicolelis, deu uma palestra nos seminários organizados pela Fundação Nobel. Na abertura de sua apresentação, Nicolelis relembrou a final da Copa do Mundo de 1958, quando o Brasil venceu a Suécia de goleada. Até então, o país sofria com o "complexo de vira-lata" provocado pela final de 1950. Da mesma forma, e embora reconhecendo que a produção científica brasileira sofre de "limitação de recursos e de ambição intelectual", Miguel ainda assim é otimista quanto ao futuro da pesquisa no país e conclui: "é difícil prever quando um brasileiro ganhará o Nobel e que importância isso poderá ter para o país. Se redimir nosso complexo de vira-lata científico, terá inestimável valor".

### Análise de Humberto Mariotti
Sob a  análise efetuada pelo escritor e ensaísta Humberto Mariotti, o brasileiro, por ainda não ter atingido o estágio de knowledge worker preconizado na década de 1950 por Peter Drucker (no qual o trabalhador domina o conhecimento e se torna menos suscetível aos efeitos devastadores do desemprego), contenta-se com pouco e sente-se satisfeito quando recebe alguma atenção por parte das autoridades. Esta autodesqualificação já teria atravessado o Atlântico e chegado a Portugal, onde, segundo Mariotti, "trabalhador brasileiro é sinônimo de garçom ou peão de construção civil. Nossa única profissão exportável, mesmo assim não qualificada pela educação formal é, como todos sabem, a de futebolista".
Para Mariotti, vencer este complexo de inferioridade, reforçado pelos sucessivos escândalos de corrupção nos quais o governo brasileiro esteve envolvido nas últimas décadas, só poderá ser satisfatoriamente resolvido através da educação. Todavia, contrariamente a outros, não encara a raiz do problema num alegado deslumbramento brasileiro perante a cultura estrangeira (francesa até as primeiras décadas do século XX e estadunidense daí em diante). Para Mariotti, a baixa autoestima nacional provocaria uma reação contrária, de supervalorização da cultura nacional, que se encapsularia em si mesma, e rejeitaria o que vem de fora: "no Brasil, e não só aqui, o nacionalismo cultural inclui a aversão à leitura, e sobretudo àquilo que muitos consideram a mais execrável de todas as atividades: pensar, refletir e discutir ideias com outros também dispostos a fazer isso."
Mariotti conclui afirmando que "como todo reducionismo, esse também produz resultados obscurantistas. Essa limitação nos leva, por exemplo, a imitar o que a cultura americana tem de pior (a massificação, a competição predatória, o imediatismo) e a não procurar aprender e praticar o que ela tem de melhor (a pontualidade, a objetividade, a pouca burocracia)".

### Análise de Vicente Palermo
Em seu livro La alegría y la pasión: Relatos brasileños y argentinos en perspectiva comparada (2015), o cientista político e ensaista argentino Vicente Palermo afirma que existe, de certo modo, uma ambiguidade entre o complexo de inferioridade do povo brasileiro em geral, e a visão otimista dos governantes e classes mais abastadas. Citando o sociólogo Florestan Fernandes em sua análise, o ensaísta afirma que o complexo de vira-lata vem se desfazendo, como resultado da pluralidade social e a gradual diminuição do preconceito velado que sempre existiu na sociedade brasileira. Cita ainda o antropólogo e escritor Darcy Ribeiro, que atribuía à sociedade brasileira "um sincretismo cultural que valoriza a origem mestiça". Palermo, por fim, cita o jornalista e cineasta Arnaldo Jabor:
| “ | Fisiológicos seculares, patrimonialistas, teimosos, arrogantes, malandros, ignorantes, prepotentes, apenas nos resta pensar: o que nos falta desaprender para chegar a um ideal de país? Como faremos para chegar ao futuro de uma desilusão? Quantas décadas levaremos para desaprender toda a estupidez que cultivamos durante 400 anos? | ” |

## Reproduções extemporâneas
O ex-ministro das Relações Exteriores, Celso Amorim, reafirmou repetidas vezes, com foco na Política Externa, que um setor da população brasileira mantém ainda o traço psicológico do complexo de vira-lata.
A expressão foi recuperada em 2004 pelo jornalista estadunidense Larry Rohter, que em matéria para o The New York Times sobre o programa nuclear brasileiro, escreveu:
| “ | Escrevendo nos anos 1950, o dramaturgo Nelson Rodrigues viu seus compatriotas afligidos por um senso de inferioridade, e cunhou a frase que os brasileiros hoje usam para descrevê-lo: "o complexo de vira-lata". O Brasil sempre aspirou a ser levado a sério como uma potência mundial pelos pesos-pesados, e portanto dói nos brasileiros que líderes mundiais possam confundir seu país com a Bolivia, como Ronald Reagan fez uma vez, ou que desconsiderem uma nação tão grande - tem 180 milhões de pessoas - como "não sendo um país sério", como Charles de Gaulle fez. | ” |

O Brasil estaria assim, desejoso de ser reconhecido como igual no concerto das nações, mas tropeçaria sucessivamente em sua baixa autoestima, reforçada pelos incidentes folclóricos acima relatados e outros do mesmo gênero ("a capital do Brasil é Buenos Aires", "os brasileiros falam espanhol", entre outros) sucessivamente cometidos pela mídia e autoridades estrangeiras.